# Jonas Høgh-Christensen
Jonas Høgh-Christensen (* 21. Mai 1981 in Kopenhagen) ist ein dänischer Segler.

## Erfolge
Jonas Høgh-Christensen nahm an vier Olympischen Spielen in der Bootsklasse Finn-Dinghy teil. 2004 in Athen belegte er den neunten Platz, vier Jahre darauf in Peking verbesserte er sich auf Rang sechs. Bei den Olympischen Spielen 2012 in London führte er nach zehn Rennen die Gesamtwertung an, fiel nach dem medal race aber noch hinter Ben Ainslie zurück, der die letzte Wettfahrt einen Platz vor Høgh-Christensen abschloss. Als Zweitplatzierter erhielt er damit die Silbermedaille. Die Spiele 2016 in Rio de Janeiro beendete er auf dem 16. Rang. Bei Weltmeisterschaften gelang Høgh-Christensen 2006 in Split und 2009 in Vallensbæk Kommune jeweils der Titelgewinn. Darüber hinaus sicherte er sich 2008 und 2012 Bronze sowie 2016 Silber.
Sein Vater Jens Christensen ging 1980 in der olympischen Segelregatta an den Start.